# Pàntous
Segons la mitologia grega, Pàntous (en grec antic: Πάνθοος, llatí: Panthous) va ser un dels ancians troians companys de Príam, com ho eren Antènor, Antímac, Ucalegont i Timetes, que es reunien vora les portes Escees de Troia per aconsellar al rei sobre els afers de la guerra.
Pàntous va tenir tres fills: Hiperènor, Euforb i Polidamant. La seva dona era Frontis. S'explicava que Pàntous era originari de Delfos i que estava consagrat al culte d'Apol·lo. Quan es va produir la primera caiguda de Troia per obra d'Hèracles, Príam havia enviat uns homes a consultar l'oracle de Delfos. Quan van tornar, els delegats van portar Pàntous, per tal de mantenir les relacions amb Delfos. Una variant deia que un dels enviats de Príam s'havia enamorat de Pàntous, el va raptar i el va conduir per la força a Troia; Príam, per compensar Pàntous l'havia fet sacerdot d'Apol·lo a Troia. Va morir quan van prendre la ciutat.